# Annan
Annan (em japonês:  安南) é um kata do caratê, o que implica dizer que se trata de uma técnica composta por uma sequência de movimentos de ataque e defesa. A origem e bem assim seu criador são incógnitos, restando suposições sobre o tema: uns apontam que seria proveniente de um mestre chinês que viveu em Oquinaua e influenciou o estilo Tomari-te; outros, que a origem da forma estarai ligada ao estilo Ryuei-ryu e, nessa mesma linha, ao estilo Naha-te.
A primeira vez que foi exibido em ampla difusão se deu em competição nos idos das década de 1970 ou 1980, facto este que alimenta mais as teorias sobre suas origens. Antes dessa exibição, porém, algumas outras escolas da arte marcial incluíram o kata no seu currículo, como Shito-ryu e Shindo jinen ryu, e estas versões são todas adaptações, senão a forma original, que foram transmitidas do estilo Ryuei-ryu.
O conjunto de técnicas deste kata, quando aplicadas de facto, apresentam em seus bunkai não somente golpes traumatizantes à curta distância mas também de imobilização e contole do oponente.

## História
O kata Annan (também chamado de Anan ou Anandai por alguns) somente foi formalmente exibido em 1988, quando o mestre Tsuguo Sakumoto o executou em competição e foi com ele três vezes campeão mundial na categoria «kata individual». Antes disso, porém, não se pode precisar qual a exata origem da forma. Sabia-se que se tratava precipuamente de um dos katas títpicos do estilo Ryuei-ryu, que até aquele momento era tida por uma das mais escolas fechadas de caratê nativas de Oquinaua, isto é, até a década de 1970, o estilo Ryuei-ryu era ensinado somente aos membros da família Nakaima e, por causa de suas características é referenciado como dentro da linhagem do estilo Naha-te, mesmo sem sofrer influência direta do mestre Kanryo Higaonna.
Por causa dessa herança de segredo em torno do estilo, existem até o século XXI alguns caratecas filiados a ele que relutam em exibir suas técnicas e, nessa batida, os kata.
As características que são encontradas neste kata, como nos demais kata do estilo Ryuei-ryu, são na maioria de movimentos contraídos, bases baixas e respiração controlada, pelo que se tende dizer que é originalmente uma forma das correntes derivadas do Naha-te. Entretanto, em que pese começar com técnicas mais lentas e concentradas, de súbito há um movimento com explosão de força e linear. O mais peculiar, contudo, é o uso das mãos abertas. Destarte, por este conjunto pode-se notar a influência do tradicional estilo Tomari-te.
Uma das hipóteses diz que o kata teria sido introduzido em Naha pelas mão de Norisato Nakaima, que o teria antes aprendido logo antes de fazer uma viagem através da China, na região de Tomari, com um tal Lau Lai Annan, ou após a citada viagem, na qual Nakaima passaria por Fujian e Pequim. Nessa viagem, o kata talvez tivesse sido ensinado por um mestre chamado de Ryu Ryu Ko.
Hipótese alternativa sustenta que a forma seria oriunda desde o Vietnam, haja vista que «Annan» era como os oquinauenses se referiam àquele país.
De certeza fica que somente o estilo da família Nakaima praticava originalmente o kata e de uma forma muito velada. Situação esta que somente começaria a mudar nos idos da década de 1950, quando os mestres Shogo Kuniba e Teruo Hayashi, anseando por adquirir novos conhecimentos, viajando por Oquinaua, calharam de apear no dojô do mestre Kenko Nakaima (herdeiro da linhagem), onde conheceram da forma. Foi exatamente essa viagem que marcou o início da abertura do estilo, na década de 1970.
Por intermédio dos mestres Hayashi e Kuniba, entonces, o kata Annan passou a fazer parte do currículo do estilo shito-ryu, espcificamente nas suas escolas.

### Genealogia
| Wushu      |            |            |            |            |            |           |           |                  |                  |                  |                  |                  |                  |         |         |            |            |            |            |            |            |
|            |            |            |            |            |            |           |           |                  |                  |                  |                  |                  |                  |         |         |            |            |            |            |            |            |
|            |            |            |            |            |            |           |           |                  |                  |                  |                  |                  |                  |         |         |            |            |            |            |            |            |
|            |            | Tomari-te  | Tomari-te  | Tomari-te  | Tomari-te  | Tomari-te | Tomari-te |                  |                  | Naha-te          | Naha-te          | Naha-te          | Naha-te          | Naha-te | Naha-te |            |            |            |            |            |            |
|            |            | Tomari-te  | Tomari-te  | Tomari-te  | Tomari-te  | Tomari-te | Tomari-te |                  |                  | Naha-te          | Naha-te          | Naha-te          | Naha-te          | Naha-te | Naha-te |            |            |            |            |            |            |
|            |            |            |            |            |            |           |           |                  |                  |                  |                  |                  |                  |         |         |            |            |            |            |            |            |
| Ryuei-ryu  |            |            |            |            |            |           |           |                  |                  |                  |                  |                  |                  |         |         |            |            |            |            |            |            |
|            |            |            |            |            |            |           |           |                  |                  |                  |                  |                  |                  |         |         |            |            |            |            |            |            |
|            |            |            |            |            |            |           |           |                  |                  |                  |                  |                  |                  |         |         |            |            |            |            |            |            |
| Hayashi-ha | Hayashi-ha | Hayashi-ha | Hayashi-ha | Hayashi-ha | Hayashi-ha |           |           | Shindo jinen ryu | Shindo jinen ryu | Shindo jinen ryu | Shindo jinen ryu | Shindo jinen ryu | Shindo jinen ryu |         |         | Hayashi-ha | Hayashi-ha | Hayashi-ha | Hayashi-ha | Hayashi-ha | Hayashi-ha |

## Características
O kata possui 39 kyodo, na variante do estilo Ryuei-ryu. Em seu início, exige concentração e os movimentos são circulares; logo em seguida há uma explosão de energia.

## Variantes
O kata possui conhecidas, além da primeira configuração, do estilo Ryuei-ryu, as variantes dos estilos Uechi-ryu e Shindo jinen ryu e, bem assim, as das escolas Hayashi-ha e Inoue-ha, do estilo Shito-ryu. A versão da Hayashi-ha é uma forma simplificada da original, há menos movimentos e algumas sequências de golpes foram condensadas. A da escola Inoue-ha, por sua vez, apresenta maiores mudanças, eis que alguns movimentos foram acrescentados e algumas posturas foram mudadas.

### Annan ni
Atribui-se a Kenko Nakaima o desenvolvimento da variante Annan ni.